# Dichoteleas subcoeruleus
Dichoteleas subcoeruleus (лат.) — вид наездников рода Dichoteleas из подсемейства Scelioninae (Scelionidae). Австралия (Квинсленд).

## Описание
Мелкие наездники-сцелиониды, длина около 4 мм. Этот вид можно определить по следующим признакам: наличию дорсального медианного киля на тергитах Т1—Т4 метасомы и медианной мезоскутальной линии, мтеллически блестящей синей голове; аксиллярные кили ксантические. Усики 12-члениковые. Число максиллярных пальпомеров: 4. Форма максиллярных пальпомеров: удлинённая цилиндрическая. Число лабиальных пальпомеров: 2. На средних и задних голенях по одной шпоре, есть латеральные шипы на мезоскутеллуме и медиальный шип на метаскутеллуме.